# Aleyrodes lonicerae
Aleurode du chèvrefeuille
Espèce
Synonymes
- Aleyrodes borchsenii Danzig, 1966[1]
- Aleyrodes fragariae Walker, 1852[1]
- Aleyrodes lacombiensis (Goux, 1988)[1]
- Aleyrodes menthae (Haupt, 1934)[1]
- Aleyrodes rubi (Signoret, 1868)[1]
- Aleyrodes spiraeae (Douglas, 1894)[1]
- Aleyrodes xylostei (Westhoff, 1887)[1]

Aleyrodes lonicerae, l'Aleurode du chèvrefeuille, est une espèce eurasiatique d'insectes hémiptères de la famille des Aleyrodidae.

## Description
L'imago a le corps et les ailes blanchâtres avec une tache grise en forme de « V » à l'extrémité des ailes antérieures. La larve est jaune.

## Répartition
On recense Aleyrodes lonicerae de l'Europe jusqu'en Chine.

## Parasitologie
Les pupes ovales et aplaties se trouvent à la face inférieure des feuilles. L'espèce parasite les plantes Actaea dahurica (sv), Aegopodium podagraria, Angelica archangelica, Angelica sylvestris, Anthriscus sylvestris, Aquilegia vulgaris, Bidens tripartitus, Bistorta officinalis, Campanula lactiflora, Campanula rapunculoides, Campanula trachelium, Cardamine amara, Chaerophyllum aromaticum, Chamerion angustifolium, Chelidonium majus, Circaea lutetiana, Clematis vitalba, Corydalis ochotensis (sv), Crepis paludosa, Elsholtzia ciliata (en), Euphorbia soongarica (sv), Filipendula kamtschatica (de), Filipendula ulmaria, Fragaria ananassa, Fragaria moschata, Fragaria vesca, Fragaria viridis, Galeopsis tetrahit, Geum rivale, Geum urbanum, Glechoma hederacea, Heracleum sphondylium, Hypericum androsaemum, Impatiens noli-tangere, Impatiens parviflora, Lactuca muralis, Lamium galeobdolon, Lamprocapnos spectabilis, Lapsana communis, Laserpitium latifolium, Lonicera periclymenum, Lonicera tatarica, Lonicera xylosteum, Lycopus europaeus, Lysimachia nummularia, Lythrum salicaria, Melampyrum nemorosum, Melampyrum pratense, Mentha aquatica, Mentha arvensis, Mentha x piperita, Origanum vulgare, Oxalis acetosella, Physocarpus opulifolius, Prenanthes petiolata, Ranunculus, Ribes alpinum, Rosa, Rubus arcticus, Rubus caesius, Rubus chamaemorus, Rubus fruticosus, Rubus hirtus, Rubus idaeus, Rubus parviflorus, Rubus saxatilis, Salvia glutinosa, Sonchus, Stachys sylvatica, Symphoricarpos albus, Teucrium scorodonia; Thalictrum, Trientalis europaea, Urtica dioica, Valeriana officinalis, Veronica chamaedrys, Viola palustris, Viola reichenbachiana, Viola riviniana.